# Fujita Yoshiaki
Fujita Yoshiaki (藤田 義明 Fujita Yoshiaki, sinh ngày 12 tháng 1 năm 1983 ở Utsunomiya, Tochigi) là một cầu thủ bóng đá người Nhật Bản gốc Đài Loan thi đấu cho Júbilo Iwata.

## Thống kê sự nghiệp câu lạc bộ
Cập nhật đến ngày 23 tháng 2 năm 2017.
| Thành tích câu lạc bộ | Thành tích câu lạc bộ     | Thành tích câu lạc bộ | Giải vô địch | Giải vô địch | Cúp                   | Cúp                   | Cúp Liên đoàn | Cúp Liên đoàn | Tổng cộng | Tổng cộng |
| Mùa giải              | Câu lạc bộ                | Giải vô địch          | Số trận      | Bàn thắng    | Số trận               | Bàn thắng             | Số trận       | Bàn thắng     | Số trận   | Bàn thắng |
| Nhật Bản              | Nhật Bản                  | Nhật Bản              | Giải vô địch | Giải vô địch | Cúp Hoàng đế Nhật Bản | Cúp Hoàng đế Nhật Bản | Cúp Liên đoàn | Cúp Liên đoàn | Tổng cộng | Tổng cộng |
| --------------------- | ------------------------- | --------------------- | ------------ | ------------ | --------------------- | --------------------- | ------------- | ------------- | --------- | --------- |
| 2005                  | JEF United Ichihara Chiba | J1 League             | 1            | 0            | 0                     | 0                     | 0             | 0             | 1         | 0         |
| 2006                  | JEF United Ichihara Chiba | J1 League             | 0            | 0            | -                     | -                     | 0             | 0             | 0         | 0         |
| 2006                  | Oita Trinita              | J1 League             | 4            | 0            | 0                     | 0                     | -             | -             | 4         | 0         |
| 2007                  | Oita Trinita              | J1 League             | 31           | 2            | 2                     | 0                     | 5             | 0             | 38        | 2         |
| 2008                  | Oita Trinita              | J1 League             | 26           | 0            | 1                     | 0                     | 11            | 0             | 38        | 0         |
| 2009                  | Oita Trinita              | J1 League             | 28           | 0            | 2                     | 0                     | 6             | 0             | 36        | 0         |
| 2010                  | Oita Trinita              | J2 League             | 20           | 0            | 2                     | 0                     | -             | -             | 22        | 0         |
| 2011                  | Júbilo Iwata              | J1 League             | 31           | 1            | 1                     | 0                     | 4             | 0             | 36        | 1         |
| 2012                  | Júbilo Iwata              | J1 League             | 31           | 1            | 2                     | 0                     | 3             | 0             | 36        | 1         |
| 2013                  | Júbilo Iwata              | J1 League             | 32           | 0            | 2                     | 0                     | 5             | 0             | 39        | 0         |
| 2014                  | Júbilo Iwata              | J2 League             | 41           | 0            | 3                     | 0                     | -             | -             | 44        | 0         |
| 2015                  | Júbilo Iwata              | J2 League             | 36           | 1            | 0                     | 0                     | -             | -             | 36        | 1         |
| 2016                  | Júbilo Iwata              | J1 League             | 18           | 0            | 0                     | 0                     | 6             | 1             | 24        | 1         |
| Tổng cộng sự nghiệp   | Tổng cộng sự nghiệp       | Tổng cộng sự nghiệp   | 299          | 5            | 15                    | 0                     | 40            | 1             | 354       | 6         |